# Bataille du cap Rachado
La bataille navale du cap Rachado est livrée le 18 août 1606 au large de l'enclave de Malacca de Tanjung Tuan, en Malaisie. Elle oppose 11 vaisseaux de la Compagnie néerlandaise des Indes orientales à 20 navires portugais et quoiqu'elle se termine par la victoire de ces derniers, la férocité du combat et l'ampleur des pertes subies par les vainqueurs convainquent le sultanat du Johor de soutenir les Hollandais, d'abord en leur fournissant du ravitaillement puis en s'engageant militairement à leurs côtés.
Guerre néerlando-portugaise

## Départ et alliance avec Johor
Malacca, qui était auparavant la capitale du Sultanat de Malacca, fut assiégée et arrachée par les Portugais en 1511, forçant le Sultan à battre en retraite et à fonder l'État successeur de Sultanat de Johor et continuer la guerre à partir de là. La ville portuaire, dont les Portugais avaient fait une formidable forteresse, était stratégiquement située au milieu du détroit du même nom, donnant à la fois le contrôle du commerce des épices de l'archipel malais et la suprématie sur le voie maritime du commerce lucratif entre l'Europe et l'Extrême-Orient. La Compagnie néerlandaise des Indes orientales (VOC) a décidé que pour s'étendre plus à l'est, le monopole portugais et surtout Malacca devait d'abord être neutralisé.
La flotte était la troisième envoyée par le VOC à l'archipel, avec 11 navires - Oranje, Nassau, Middelburg, Witte Leeuw, Zwarte Leeuw, Maurice, Grote Zon, Amsterdam, Kleine Zon, Erasmus, et Geuniveerde Provincien . Les Oranje étaient en tête avec Amiral Cornelis Matelief de Jonge aux commandes. La flotte néerlandaise a mis les voiles de Texel, en Hollande, le 12 mai 1605. La flotte est partie avec les marins qui ont dit qu'ils étaient en voyage commercial car de Jonge a reçu l'ordre de garder secrète sa véritable mission, qui était d'assiéger Malacca. et forcer une reddition portugaise.
Ils passèrent Malacca en avril 1606 et arrivèrent à Johor le 1er mai 1606 où de Jonge entreprit de négocier un terme d'alliance avec Johor. Le pacte a été officiellement conclu le 17 mai 1606 dans lequel Johor avait accepté un effort combiné avec les Néerlandais pour tenter de déloger les Portugais de Malacca. Contrairement aux Portugais, les Néerlandais et Johor sont convenus de respecter la religion de l'autre, les Néerlandais obtiendraient de garder Malacca et le droit de commercer à Johor. Les Néerlandais ne tenteraient pas non plus d'interférer ou de faire la guerre au Johor. En effet, l'accord a servi à limiter l'influence néerlandaise sur la péninsule malaise contrairement aux îles de l'archipel qui deviendraient les Indes néerlandaises.

## La bataille
Matelief de Jonge a commencé l'assaut en assiégeant la forteresse et la ville de Malacca. Il espérait qu'en bloquant et en coupant l'approvisionnement des Portugais, la faim prolongée et l'assaut direct les forceraient à capituler. Cependant, ce n'était pas le cas, car leurs alliés du Sultanat de Johor n'étaient toujours pas sûrs de la capacité des forces néerlandaises contre Malacca et n'ont pas pleinement engagé leurs ressources dans l'attaque, à part des approvisionnements limités et un refuge sûr dans leurs ports. Les Néerlandais, avec peu de soldats, ne pouvaient se permettre une offensive terrestre contre leur adversaire bien retranché.
Les Néerlandais ont maintenu le siège pendant un certain temps et la situation a commencé à empirer pour les Portugais jusqu'au 14 août 1606 lorsqu'une flotte portugaise de Goa est arrivée. Dirigé par le vice-roi de Goa, Dom Martim Afonso de Castro, le siège a été levé lorsque la vingtaine de navires ont commencé à engager la flotte VOC au large des eaux de Malaccan. Les deux flottes ont échangé des tirs de canon et les navires portugais ont commencé à se déplacer vers le nord, éloignant les Néerlandais de Malacca. Le 16 août 1606, au large du phare portugais du cap Rachado, la bataille entre les deux flottes est ordonnée.
De lourdes salves de canons ont ouvert la bataille, chaque camp essayant d'affaiblir l'adversaire avant que les navires ne se referment l'un sur l'autre et que la bataille doive être menée au corps à corps. Après quelques jours de duels au canon, le matin du 18 août, avec le vent en faveur des Portugais, Martim Afonso de Castro ordonna aux Portugais de partir pour le grappin. Matelief, voyant le danger, ordonna à ses navires de détourner les voiles des navires venant en sens inverse pour échapper à l'embarquement. Mais pour une raison quelconque, le navire VOC  Nassau  n'a pas réussi à virer rapidement et a fini par s'attarder derrière, dangereusement isolé. Le navire portugais Santa Cruz s'élança et monta à bord du Nassau.
Matelief de Jonge a ordonné à son propre navire, le Oranje, de se retourner rapidement pour sauver le malheureux Nassau, mais la manœuvre maladroite a envoyé le Oranje dans une collision avec le Middelburg . Pendant que les capitaines hollandais s'affairaient à démêler leurs navires, le navire de Martim de Castro, le Nossa Senhora da Conceicão, aborda le Nassau par l'autre rive. L'équipage néerlandais du Nassau a réussi à sauter dans un canot de sauvetage, laissant le Nassau derrière lui.
Dans l'intervalle, un autre navire portugais, le São Salvador, s'est dirigé vers les navires COV empêtrés et a percé tête baissée dans le Middelburg, mais a été immédiatement lui-même aux prises avec le Oranje du côté, qui fut à son tour percuté par le navire de D. Henrique de Noronha (le Nossa Senhora das Mercês). Le duo enchevêtré était maintenant devenu un quatuor. Une furieuse bataille fait rage entre les navires désespérément enchevêtrés, avec des canonnades à bout portant qui mettent rapidement le feu aux navires, autant un danger pour l'un que pour l'autre.

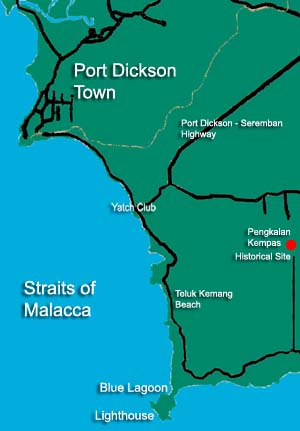
Emplacement du phare de Cape Rachado et de la ville de Port Dickson

Dans cette confusion est entré le galion de Dom Duarte de Guerra, qui a cherché à lancer une ligne pour aider à remorquer le navire de Noronha loin de l'incendie  Oranje . Mais les vents étaient défavorables et au lieu de cela, le sauveteur s'est retrouvé à dériver directement à travers la proue des navires empêtrés. C'est alors que le Mauritius décida de se joindre au combat et perça le navire de Dom Duarte de Guerra de l'autre côté. La bataille avait atteint son paroxysme dans le sextuor de navires enflammés et imbriqués.
Matelief de Jonge s'est rendu compte que les petits navires néerlandais ne dureraient pas longtemps et qu'ils devaient quitter cette position avant que les plus gros navires portugais ne jettent l'ancre. Il a ordonné au  Oranje  de couper les lignes de grappin du  São Salvador  et s'est éloigné du mess. Quoique, le « Mercês » de Noronha était toujours lié à « Oranje » et a été entraîné avec lui. Le Mauritius décida également de couper ses câbles de grappin lorsqu'il s'aperçut que le galion de Dom Duarte de Guerra avait pris feu.
Les navires enchevêtrés restants - le  Middelburg , le  São Salvador  et le galion de Dom Duarte de Guerra - brûleraient et couleraient ensemble, toujours enchevêtrés.
Pendant ce temps, un combat acharné se poursuit entre les Oranje de Matelief et les Mercês de Noronha, toujours aux prises. Mais enfin Matelief proposa une trêve à D. Henrique de Noronha, pour leur permettre d'éteindre leurs feux et de sauver leurs navires. Noronha a accepté. Mais le  Oranje  avait jeté l'ancre, et tandis que les équipages s'apprêtaient à éteindre les flammes, les vents envoyaient maintenant les navires hollandais restants vers le  Oranje  et les navires portugais s'en éloignaient. Le sort de Noronha semblait condamné, mais Matelief, ne souhaitant pas exploiter une trêve qu'il avait lui-même proposée, offrit magnanimement de couper le grappin et de permettre à Noronha de s'éclipser sans encombre vers la ligne portugaise. Pour ce geste honorable, Noronha a juré de ne plus jamais combattre personnellement Matelief.
Cet ultime échange courtois déplaît au vice-roi Martim Afonso de Castro, qui aurait préféré laisser le navire de Noronha continuer à brûler et abattre avec lui le vaisseau amiral hollandais. D. Henrique de Noronha fut promptement destitué du commandement de la Mercês, et remplacé par un autre.
Matelief de Jonge jugea que les pertes subies étaient trop importantes et ordonna à la flotte hollandaise de se désengager et abandonna le combat. La bataille a été remportée par les Portugais, mais l'échec de l'attaque néerlandaise a marqué le début d'une menace sérieuse pour leur domination dans l'archipel, qui a abouti au succès néerlando-malaisien du Siège de Malacca (1641) 30 ans après.

## Navires engagés

### Compagnie néerlandaise des Indes orientales
- Oranje
- Nassau
- Middelburg
- Witte Leeuw
- Zwarte Leeuw
- Mauritius
- Groote Zon
- Amsterdam
- Kleine Zon
- Erasmus
- Geuniveerde Provincien

### Empire Portugais
- Santa Cruz
- Dom Duarte de Guerra
- São Salvador
- Nossa Senhora das Mercês
- Nossa Senhora da Conceição
- São Simeão
- Todos os Santos
- São Nicolau
- António

## Conséquences
Les Néerlandais ont demandé refuge à Johor et sont arrivés à la rivière Johor le 19 août 1606. Dans l'ensemble, les Néerlandais ont perdu  Nassau  et  Middelburg . 150 Néerlandais ont été tués et plus blessés, les pertes alliées du Johor s'élevaient à plusieurs centaines. Les Portugais ont perdu  São Salvador  et le plus petit galion de Dom Duarte de Guerra en subissant 500 morts (Portugais et alliés). La bataille a également prouvé la ténacité des Néerlandais dans leur guerre contre les Portugais, ce qui a poussé le sultan de Johor à s'engager pleinement à fournir les armées indispensables ainsi que des navires et des ressources supplémentaires. La victoire portugaise a échoué lorsque les Néerlandais, après avoir réparé leurs navires, sont retournés à Malacca 2 mois plus tard pour trouver la flotte portugaise partie, ne laissant que 10 navires derrière eux. Les Néerlandais ont ensuite coulé les 10 navires.

## Naufrages et fouilles
Les quatre navires perdus au cap Rachado ont été retrouvés par Gerald Caba de CABACO Marine Pte Ltd, Singapour. Puis ils ont été récupérés en 1995 sous la supervision de Mensun Bound de l'Université d'Oxford. Nassau avait été trouvé à environ 8 milles marins (14,816 km) au large de la ville moderne de Port Dickson, Negeri Sembilan. L'épave a été retrouvée avec 15 canons, des boulets de canon, des cordes et des tonneaux en bois avec des os d'animaux, des pièces de monnaie et une jarre chinoise. L'épave du Middelburg, du São Salvador et du galion de Dom Duarte de Guerra a été retrouvée à 0,7 milles marins (1,2964 km) loin de Nassau.
Certains des objets récupérés de  Nassau  sont exposés au musée Lukut dans la ville de Port Dickson.
Le Mauritius quitta le détroit de Malacca le 27 décembre 1607 et coula le 19 mars 1609 au large du cap Lopes Gonçalves, Gabon. L'épave a été retrouvée en 1985.  Witte Leeuw  a rencontré son destin au large de Sainte-Hélène lorsqu'elle et trois autres navires VOC ont surpris deux caravelles portugaises ancrées dans la baie. Alors qu'ils s'approchaient, les Portugais se ressaisirent et déclenchèrent une canonnade qui envoya le Witte Leeuw au fond de la mer avec tout le monde à bord. Lorsqu'il a été récupéré en 1976/8, il s'est avéré qu'il transportait une quantité importante de porcelaine (200 à 400 kg maintenant en éclats), principalement une exportation chinoise B&W connue sous le nom de  kraak  avec seulement 290 pièces intactes. Un autre navire VOC a réussi à s'échapper gravement endommagé mais a coulé quelques jours plus tard.